# Gemeentehuis van Kaprijke

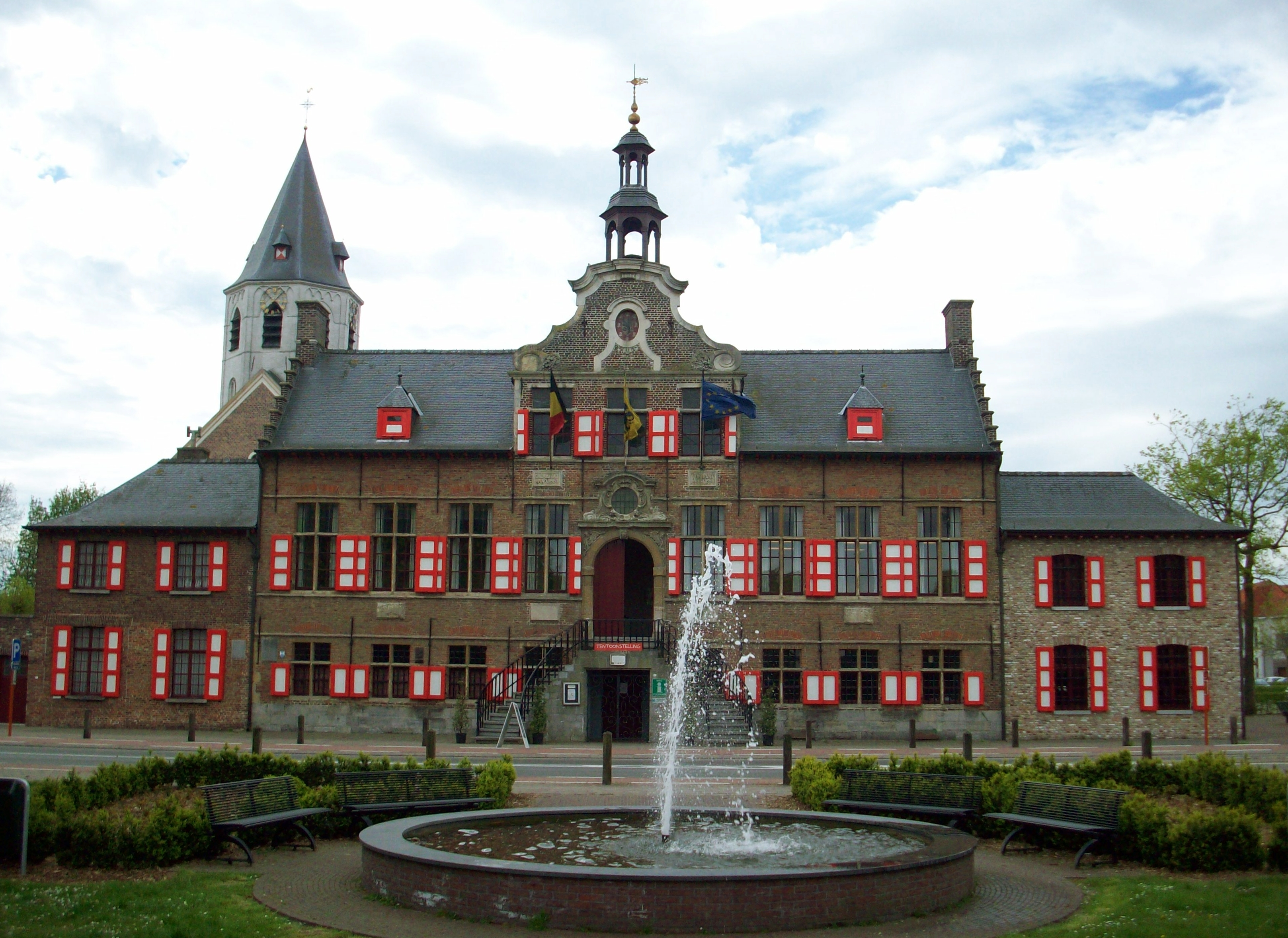
Gemeentehuis van Kaprijke

Het gemeentehuis van Kaprijke (soms ook nog stadhuis genoemd, omdat Kaprijke stadsrechten had tot de Franse Revolutie) is gelegen in de Oost-Vlaamse plaats Kaprijke aan Plein 1.

## Geschiedenis
In 1425 werd voor het eerst melding gemaakt van een schepenhuis in Kaprijke. Dit werd enige malen vernieuwd. Het huidige gebouw kwam tot stand in 1662-1663 en werd uitgevoerd in barokstijl. In 1881 werd het gebouw door brand ernstig beschadigd. In 1885 werd het gebouw hersteld en ook in latere jaren vonden restauraties plaats, het laatst in 1998.

## Gebouw
Het is een bouwwerk op rechthoekige plattegrond met links en rechts aanbouwsels van recenter datum. Het hoofdgebouw is streng symmetrisch met een verhoogde hoofdingang, te bereiken met trappen links en rechts. Hierboven een versierde oculus en een sierlijke barokgevel. Het hoofdgebouw wordt links en rechts afgesloten met een trapgevel. Er is een barokke dakruiter.
Aangezien het gebouw ook als vierschaar dienst heeft gedaan, is er een gerechtigheidstafereel getiteld Het Laatste Oordeel, vervaardigd door Pieter Van Damme en aangekocht in 1760. In 2022 wil de gemeente er een noodwoning en mogelijkheid tot horeca creëren.